# Éric Danon
Pour les articles homonymes, voir Danon.
Éric Danon, né à Paris le 22 février 1957, est un diplomate français.
Ministre plénipotentiaire, Chevalier de la Légion d’honneur, il fut ambassadeur de France en Israël de août 2019 à juillet 2023.

## Biographie

### Études supérieures
Après des études secondaires et en classes préparatoires au Lycée Louis-le-Grand à Paris, Éric Danon intègre l’École normale supérieure de Saint-Cloud (promotion S1977). Il est reçu à l’agrégation de sciences physiques en 1980.
Il obtient une année d’école supplémentaire pour achever sa spécialisation en physique nucléaire puis effectue son service militaire en 1982-83 dans l’Armée de l’air comme « ingénieur scientifique du contingent ». Affecté au LRBA (Laboratoire de recherches balistiques et aérodynamiques) à Vernon, il y travaille pendant un an sur les systèmes d’emport des charges nucléaires à bord des missiles stratégiques.
Dans le même temps, il est reçu en 1979 à Sciences Po Paris dont il sort diplômé en 1983 (section Service public) ; il intègre ensuite l’École Nationale d’Administration (1984-1986, promotion Denis-Diderot).

### Carrière
Éric Danon a consacré l’essentiel de sa carrière, dans le secteur public comme dans le secteur privé, aux questions stratégiques, à la lutte contre les menaces criminelles contemporaines et à la coopération avec les pays en développement.

#### Prospective et questions stratégiques
En 1988, il intègre le cabinet du ministre des Affaires Étrangères comme conseiller technique sur les questions « Est-Ouest » de sécurité et de désarmement. Il est à l’origine de la proposition française à l’ONU, en 1989, d’Agence de traitement des images satellitaires (ATIS) et de Centre international de trajectographie intégré au Secrétariat des Nations unies. Chargé du suivi de l’évolution des pays d’Europe centrale et orientale, il est l’un des rares diplomates français à participer, durant l’année 1990, à l’intégralité de la négociation dite « 2+4 » sur l’unification de l’Allemagne
Après un premier poste d’ambassadeur de France en Principauté de Monaco, il est nommé ambassadeur, Représentant de la France à la Conférence du désarmement à Genève. A ce titre, il dirige en 2010 la  délégation française lors de la Conférence d’examen du Traité sur la non-prolifération des armes nucléaires (TNP).[source insuffisante]

#### Menaces criminelles contemporaines
En juillet 2010, alors Ambassadeur à Genève pour le désarmement, il devient le premier chef de la délégation française pour la négociation à New York du Traité sur le Commerce des Armes (Arms Trade Treaty) débutées à l’ONU,,,. Avec son homologue britannique John Duncan (en) et l’ambassadeur argentin Roberto García Moritán qui dirige la négociation, il contribue à établir l’architecture du traité et, malgré les réticences de nombreuses délégations, parvient à y faire inscrire la nécessité de lutter contre la corruption liée aux ventes d’armes.

#### Coopération développement
En février 1999, il devient Directeur de cabinet du ministre délégué à la Coopération et à la Francophonie, Charles Josselin,, et chargé de mission au cabinet du ministre des Affaires Étrangères, Hubert Védrine, fonctions qu’il quitte dix huit mois plus tard, une fois achevée la fusion du Ministère des Affaires étrangères et du Ministère de la Coopération, entamée le 1er janvier 1999.
Fin 2001, il se met en disponibilité et dirige deux sociétés de conseil. La première, Africa Steps, effectue des études juridiques d’amélioration de la gouvernance et de projets d’infrastructure dans les pays en développement ; elle jouera notamment un rôle déterminant dans la relance du projet d’un Pont entre Kinshasa et Brazzaville,, finalement adopté en 2014 par les deux capitales dans le cadre du NEPAD. La seconde société, IMEDA (International Médical Alliance), travaille à la mise à niveau des systèmes de santé et d’assurance maladie ; elle établira avec Bernard Kouchner les nouvelles bases du système de sécurité sociale au Gabon, de même que la réhabilitation de plusieurs hôpitaux d’Afrique centrale,,,,.

#### Ambassadeur en Israël

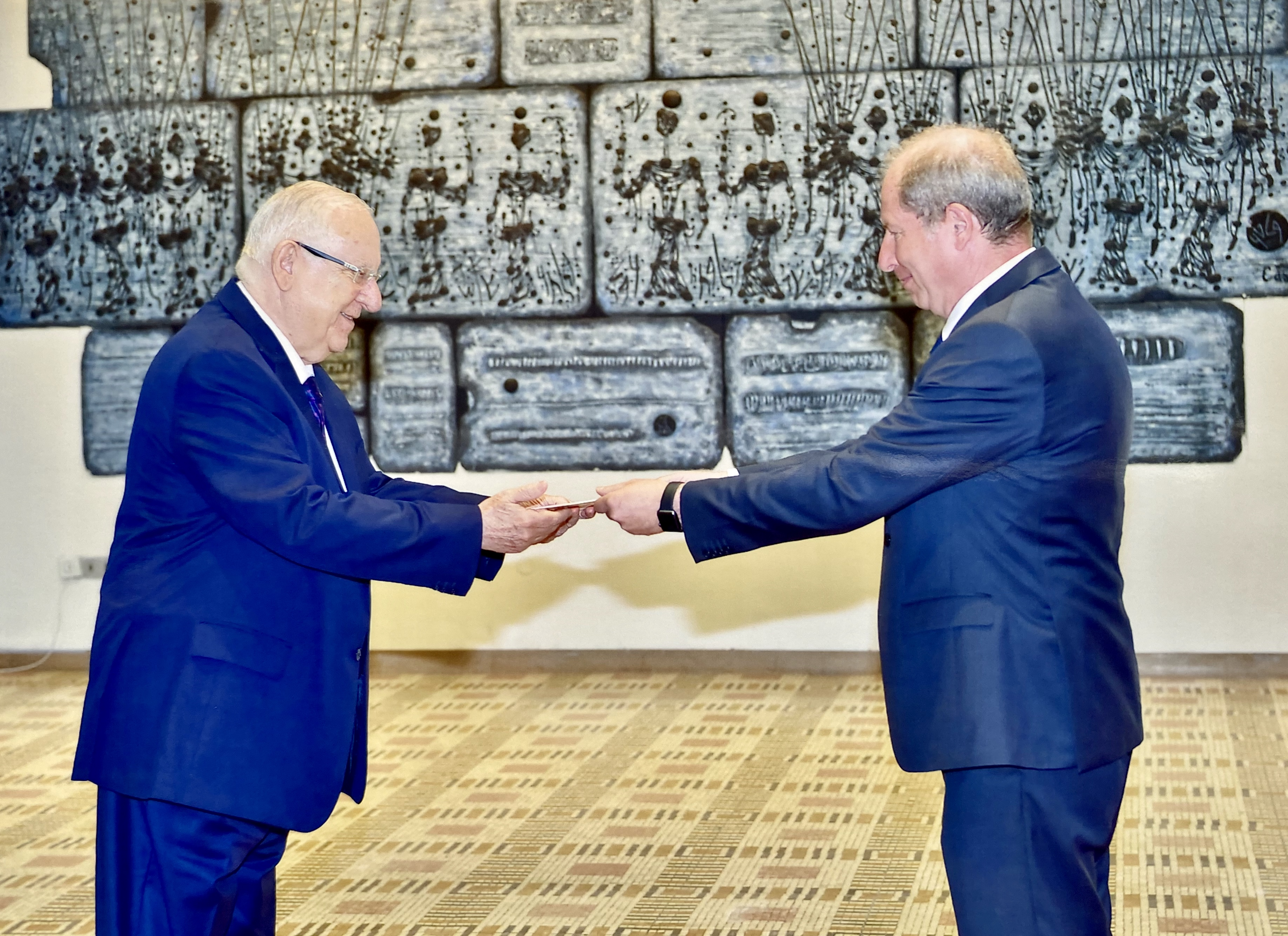
Remise des lettres de créance au Président Reuven Rivlin à Jérusalem, (12 septembre 2019)

Le 21 juin 2019, Éric Danon est nommé, par le président Emmanuel Macron, ambassadeur extraordinaire et plénipotentiaire de la République française auprès de l’État d’Israël,. Il quitte son poste le 31 juillet 2023.

## Décorations
- Chevalier de la Légion d'honneur (14 juillet 2018)[24].
- Chevalier de l'ordre national du Mérite (11 novembre 2010)[25]